# Sân vận động Metropolitano
Sân vận động Metropolitano (tiếng Tây Ban Nha: Estadio Metropolitano), còn được gọi là Riyadh Air Metropolitano vì lý do tài trợ, là một sân vận động ở Madrid, Tây Ban Nha. Đây là sân nhà của Atlético Madrid kể từ mùa giải 2017-18. Sân nằm trong khu phố Rosas ở quận San Blas-Canillejas.
Sân vận động được xây dựng như một phần trong nỗ lực không thành công của Madrid để tổ chức Giải vô địch điền kinh thế giới 1997, và được khánh thành vào ngày 6 tháng 9 năm 1994 bởi Cộng đồng Madrid. Sân đã bị đóng cửa vào năm 2004 do đấu thầu của thành phố cho Thế vận hội 2016 và vào năm 2013, sân đã được chuyển giao cho Atlético Madrid sở hữu. Sân vận động đã được cải tạo và cơ sở mới đã được mở cửa trở lại cho công chúng vào ngày 16 tháng 9 năm 2017, khi Atlético Madrid đối đầu với Málaga CF ở La Liga. Sân vận động có sức chứa 20.000 khán giả khi đóng cửa và mở cửa trở lại với sức chứa 68.456 người sau khi cải tạo. Sân vận động là nơi tổ chức các trận đấu của đội một của Atlético Madrid. Atlético Madrid đã đề xuất rằng Wanda Metropolitano sẽ làm địa điểm cố định cho các trận chung kết của các trận đấu thuộc Copa del Rey của Tây Ban Nha. Sân vận động đã tổ chức trận chung kết UEFA Champions League 2019 vào ngày 1 tháng 6 năm 2019.

## Tên gọi
Sân vận động này trước đây được gọi là Estadio de la Comunidad de Madrid (Sân vận động Cộng đồng Madrid), Estadio Olímpico de Madrid (Sân vận động Olympic Madrid), và thường được biết đến với biệt danh Estadio de La Peineta (Sân vận động Cái lược). Quyền đặt tên được mua lại bởi Riyadh, một hãng hàng không đến từ Saudi Arabia   mua lại quyền đặt tên từ mùa giải 2024/2025. Do các quy định tài trợ của UEFA, sân vận động được gọi là Sân vận động Metropolitano trong các tài liệu tiếp thị của UEFA.

## Lịch sử
Trong khoảng đầu thập niên 1990, Hội đồng Thể thao của Cộng đồng Madrid đã xúc tiến việc thành phố đăng cai tổ chức Giải vô địch điền kinh thế giới vào năm 1997, và việc chuẩn bị bắt đầu cho một sân vận động Olympic ở phía đông Madrid, nằm bên cạnh đường cao tốc M-40. Khu vực này được cho là sẽ được đô thị hóa mạnh.
Việc xây dựng sân vận động mới bắt đầu vào năm 1990 và dựa trên thiết kế do Cruz y Ortiz đề xuất. Sân được hoàn thành vào năm 1993 và lễ khánh thành diễn ra vào tháng 9 năm 1994. Sân vận động hình bầu dục một tầng với sức chứa 20.000 chỗ ngồi được gọi là La Peineta (chiếc lược) vì sự tương đồng với chiếc lược chải tóc truyền thống của Tây Ban Nha.
Giải vô địch điền kinh thế giới 1997 cuối cùng đã được trao cho Athens, và La Peineta được sử dụng cho các sự kiện thể thao và văn hóa nhỏ trong thập kỷ đầu tiên tồn tại.

## Sân vận động mới
Năm 2004, sân vận động bị đóng cửa cho một dự án trong tương lai liên quan đến chiến dịch đăng cai Thế vận hội Mùa hè 2016 của Madrid. Sau thất bại trước cuộc đấu thầu của Madrid vào năm 2009, nhiều đề xuất đã được đưa ra về việc sử dụng sân vận động trong tương lai. Cuối cùng, vào ngày 11 tháng 9 năm 2013, Atlético Madrid đã công bố kế hoạch xây dựng một sân vận động trên địa điểm La Peineta. Do đó quyền sở hữu đã chính thức được chuyển giao cho câu lạc bộ.

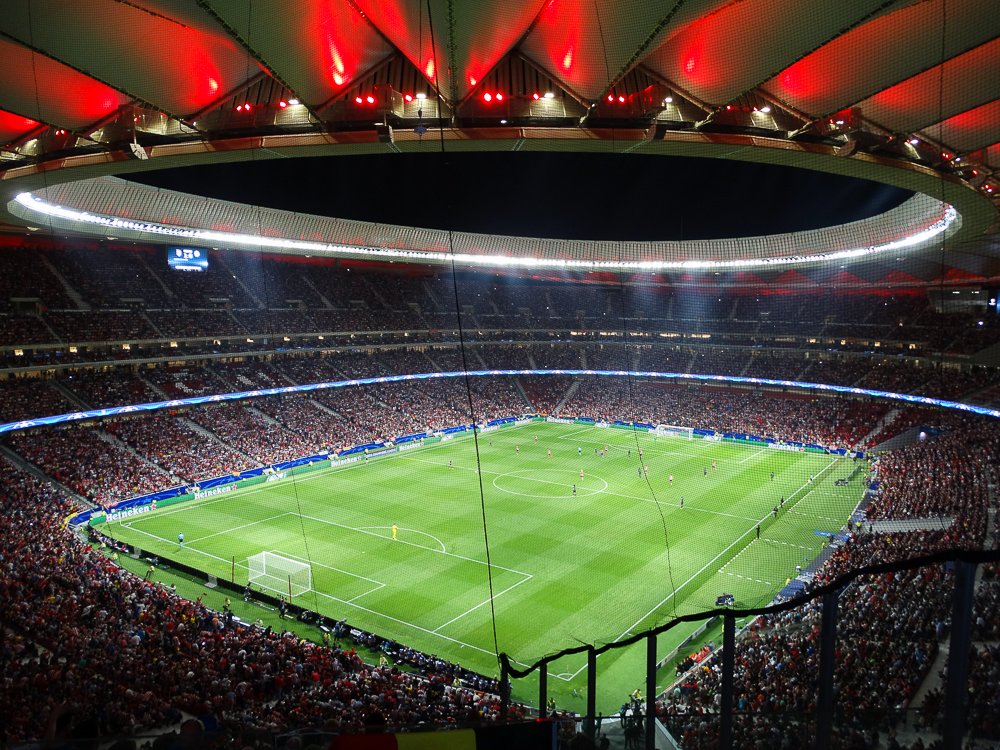
Trận đấu châu Âu đầu tiên của Atlético tại sân vận động, 27 tháng 9 năm 2017

Sân vận động mới được lên kế hoạch thay thế Sân vận động Vicente Calderón làm sân nhà của Atlético kể từ mùa giải 2017-18. Vào ngày 9 tháng 12 năm 2016, câu lạc bộ thông báo rằng tên chính thức của sân vận động được cải tạo sẽ là Wanda Metropolitano - Wanda vì lý do tài trợ và Metropolitano theo đấu trường năm 1923–1966, nơi tổ chức các trận đấu của Atlético trước Vicente Calderón. Tính đến ngày 15 tháng 4 năm 2017, khoảng 48.500 vé cả mùa đã được người hâm mộ câu lạc bộ đặt trước.
Vào ngày 17 tháng 9 năm 2017, sự kiện khai mạc của Wanda Metropolitano là trận đấu La Liga 2017-18 giữa Atlético Madrid và Málaga CF. Vua Felipe VI của Tây Ban Nha đã dự khán trận đấu. Antoine Griezmann của Atlético đã ghi bàn thắng đầu tiên tại sân vận động mới, trong đó trận đấu kết thúc với chiến thắng 1–0 cho Atlético. Vào ngày 27 tháng 9 năm 2017, Metropolitano tổ chức trận đấu đầu tiên ở châu Âu khi Chelsea đánh bại Atlético Madrid 2–1 và trở thành câu lạc bộ Anh đầu tiên đánh bại họ trên sân nhà trong bất kỳ giải đấu cấp câu lạc bộ châu Âu nào, cũng như là đội khách đầu tiên giành chiến thắng tại sân vận động mới.
Sân có sức chứa 68.000 khán giả, với tất cả các ghế ngồi của khán giả được bao phủ bởi một mái che mới bao gồm 7.000 ghế VIP, 79 dãy phòng VIP được gọi là Neptuno Premium. 4.000 chỗ đậu xe ô tô; 1.000 bên trong công trình sân vận động và 3.000 bên ngoài công trình.

## Các sự kiện đáng chú ý
La Peineta đã tổ chức trận lượt về Siêu cúp bóng đá Tây Ban Nha 1996 vào ngày 28 tháng 8, khi Atlético đánh bại FC Barcelona 3–1 vào đêm đó nhưng thua chung cuộc 6–5.
Trong mùa giải Segunda División 1997-98, câu lạc bộ Rayo Vallecano có trụ sở tại Madrid đã chơi một số trận sân nhà tại La Peineta, do các công việc cải tạo trên sân vận động của họ, Campo de Fútbol de Vallecas.
Vào ngày 21–22 tháng 9 năm 2002, La Peineta đăng cai tổ chức Giải vô địch điền kinh thế giới lần thứ 9, một sự kiện thể thao điền kinh quốc tế được tài trợ bởi Liên đoàn điền kinh quốc tế.
Vào ngày 20 tháng 9 năm 2017, ngay sau khi khánh thành, sân vận động này đã được UEFA lựa chọn để tổ chức trận chung kết của UEFA Champions League 2018-19.

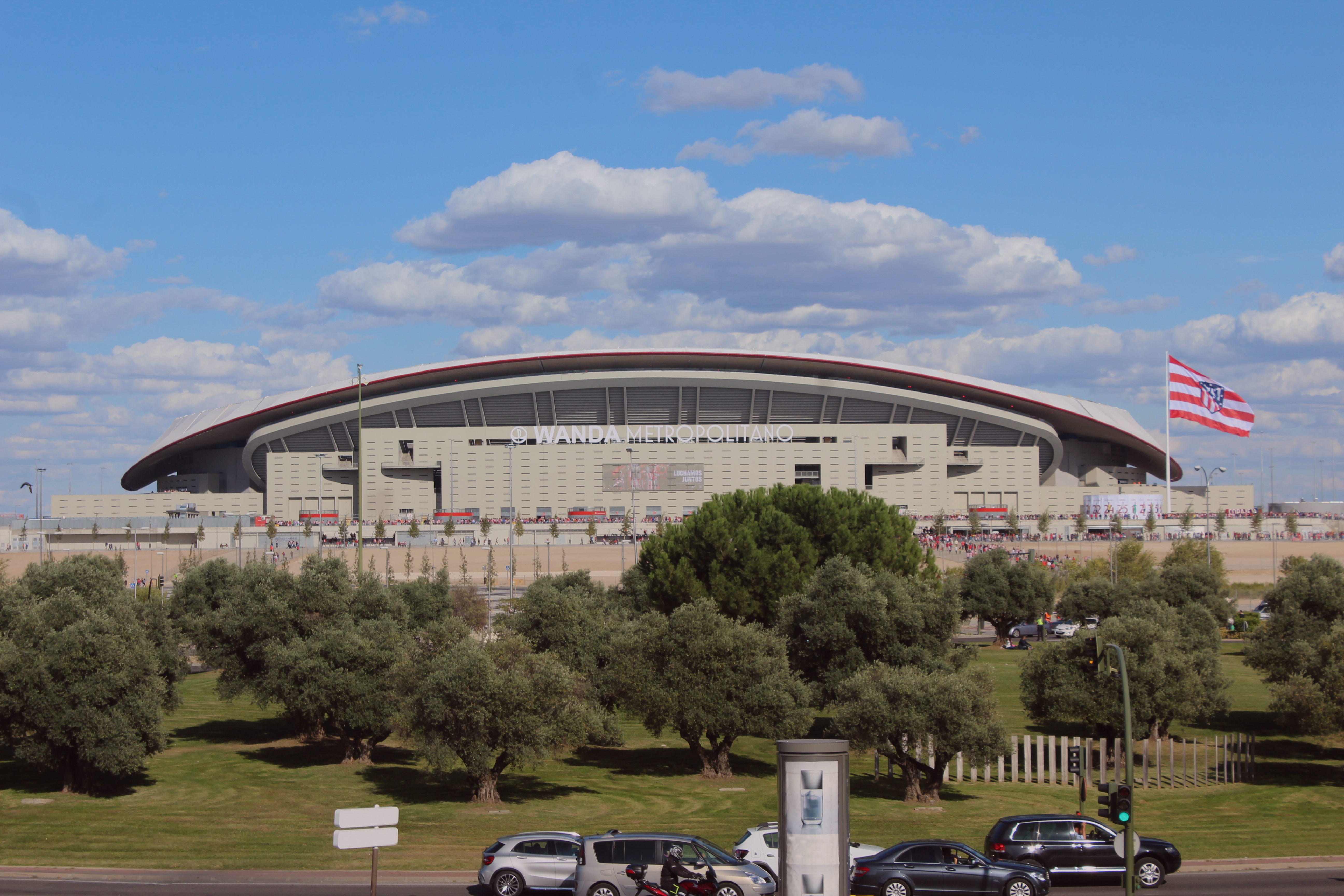
Quang cảnh bên ngoài sân vận động trong ngày khánh thành

Ứng cử viên được lựa chọn khác là Sân vận động Quốc gia Baku ở Azerbaijan, nơi sẽ tổ chức trận chung kết UEFA Europa League 2018-19. Đây là trận chung kết Cúp C1 châu Âu/UEFA Champions League lần thứ năm được tổ chức tại Madrid, sau các trận chung kết năm 1957, 1969, 1980 và 2010, tất cả đều được tổ chức tại Sân vận động Santiago Bernabéu của đối thủ cùng thành phố của Atlético là Real Madrid C.F.
Vào ngày 27 tháng 3 năm 2018, sân vận động đã tổ chức trận đấu đầu tiên của đội tuyển bóng đá quốc gia Tây Ban Nha là trận đấu giao hữu với đội tuyển bóng đá quốc gia Argentina, với chiến thắng 6–1.
Vào ngày 21 tháng 4 năm 2018, nơi đây đã tổ chức trận chung kết Cúp Nhà vua Tây Ban Nha 2018 giữa Sevilla và Barcelona. Barcelona giành chiến thắng với tỷ số chung cuộc 5–0. Trong trận đấu, Andrés Iniesta được thay ra dưới sự hoan nghênh nhiệt liệt của người hâm mộ vì đây là trận chung kết cuối cùng của anh với Barcelona.
Vào ngày 17 tháng 3 năm 2019, Metropolitano tổ chức trận đấu của giải bóng đá nữ vô địch Tây Ban Nha giữa Atlético Madrid và Barcelona, với 60.739 khán giả dự khán trận đấu, qua đó phá vỡ kỷ lục toàn cầu về trận đấu bóng đá nữ giữa các câu lạc bộ.
Vào ngày 1 tháng 6 năm 2019, sân vận động đã tổ chức trận chung kết UEFA Champions League 2019 giữa Tottenham Hotspur F.C. và Liverpool F.C. trong đó Liverpool của Klopp đánh bại Spurs với tỷ số 2–0.

## Giao thông và tiếp cận

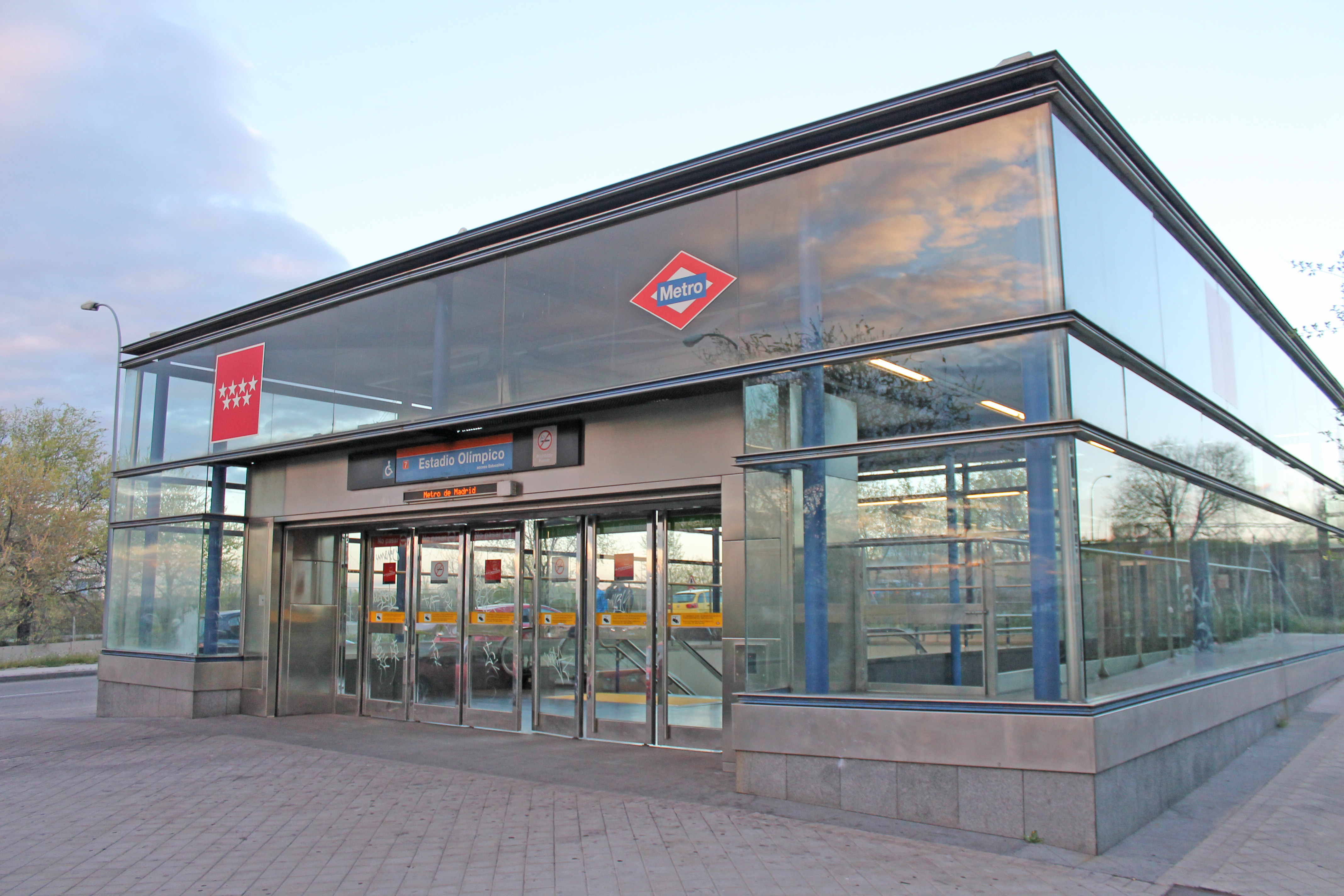
Ga tàu điện ngầm Sân vận động Metropolitano

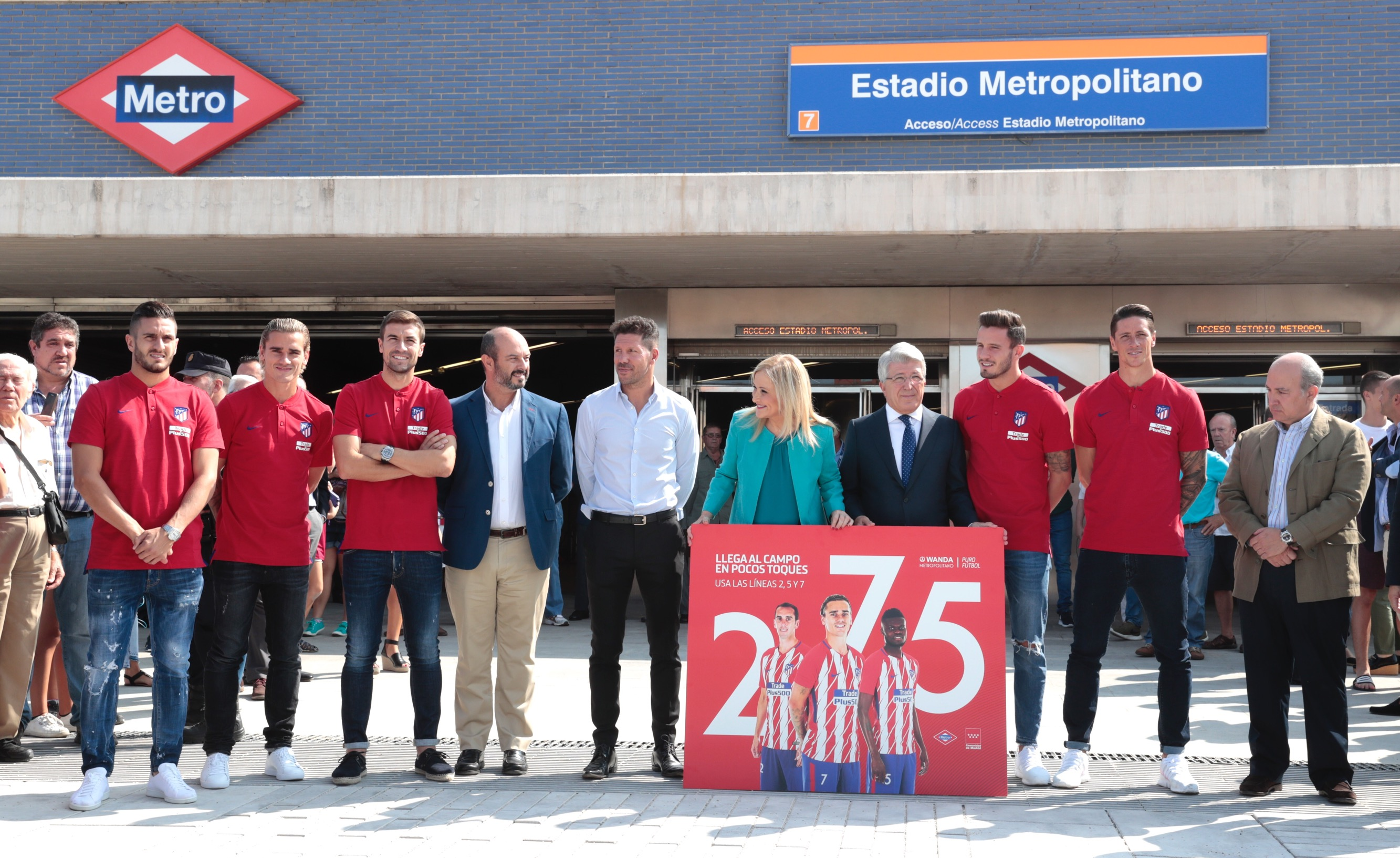
Khánh thành đường vào mới ga tàu điện ngầm Sân vận động Metropolitano vào năm 2017

Hội đồng Thành phố Madrid, Bộ Công chính và Giao thông Tây Ban Nha và Atlético Madrid đã ký một thỏa thuận với mục đích xây dựng cơ sở hạ tầng cần thiết để tiếp cận sân vận động. Giai đoạn đầu tiên của công trình được lên kế hoạch thực hiện trước khi khai trương sân vận động, và bao gồm lối vào mới từ M-40 về phía Đại lộ Luis Aragonés, liên kết bện giữa Eisenhower Knot (M-14 và M-21) và đường dịch vụ sân vận động, cải tạo lối vào của Đại lộ Arcentales, xây dựng tiền sảnh thứ hai và lối vào cho ga tàu điện ngầm Sân vận động Metropolitano hiện tại. Những cơ sở hạ tầng này sẽ được câu lạc bộ trả cho con số gần 30 triệu euro.
Giai đoạn hai sẽ diễn ra sau lễ khánh thành. Theo thông báo của Bộ Giao thông và Công chính, nó sẽ bao gồm việc khai trương nhà ga O'Donnell Cercanías Madrid. Điều này sẽ chuyển đổi trạm dừng hiện tại thành một nhà ga mới cho khu vực lân cận Rejas. Nhà ga sẽ nằm ở giao lộ của đường đôi M-21 và đường cao tốc M-40, gần Ciudad Pegaso và Trung tâm mua sắm Plenilunio và gần sân vận động Atlético Madrid mới.
Hội đồng Thành phố đang đàm phán với Bộ Giao thông và Công chính và Cộng đồng Madrid về việc cải thiện khả năng tiếp cận sân vận động mới và thích ứng với sự gia tăng đáng kể của lưu lượng truy cập đến khu vực lân cận khi sân vận động mới đi vào hoạt động. Các biện pháp do chính quyền thành phố Madrid đề xuất bao gồm yêu cầu kéo dài tuyến số 2 của tàu điện ngầm đến ga O'Donnell của Cercanías Madrid trong tương lai, cũng như kết nối tuyến số 2 với tuyến số 7 hiện tại là ga tàu điện ngầm Sân vận động Metropolitano, có ga lớn nhất nền tảng của mạng lưới.
Gần sân vận động có thêm ba ga tàu điện ngầm, cách sân vận động từ 2 đến 20 phút đi bộ: Las Rosas (tuyến 2), Canillejas (tuyến 5) và Las Musas (tuyến 7), cách sân vận động 10 phút đi bộ.
Các tuyến xe buýt thực tế của EMT Madrid có điểm dừng gần sân vận động là: 28, 38, 48, 140, 153, E2, N5 và N6; (hai tuyến cuối này là xe buýt chạy đêm). Các tuyến đường dài: 286, 288 và 289. EMT vận hành một dịch vụ đặc biệt vào những ngày diễn ra trận đấu với một tuyến bắt đầu từ ga trao đổi Canillejas đến sân vận động (tuyến SE721), Canillejas có kết nối với tuyến số 5 của tàu điện ngầm và tuyến xe buýt EMT 77, 101, 140, 151 và 200.

## Hình ảnh xây dựng

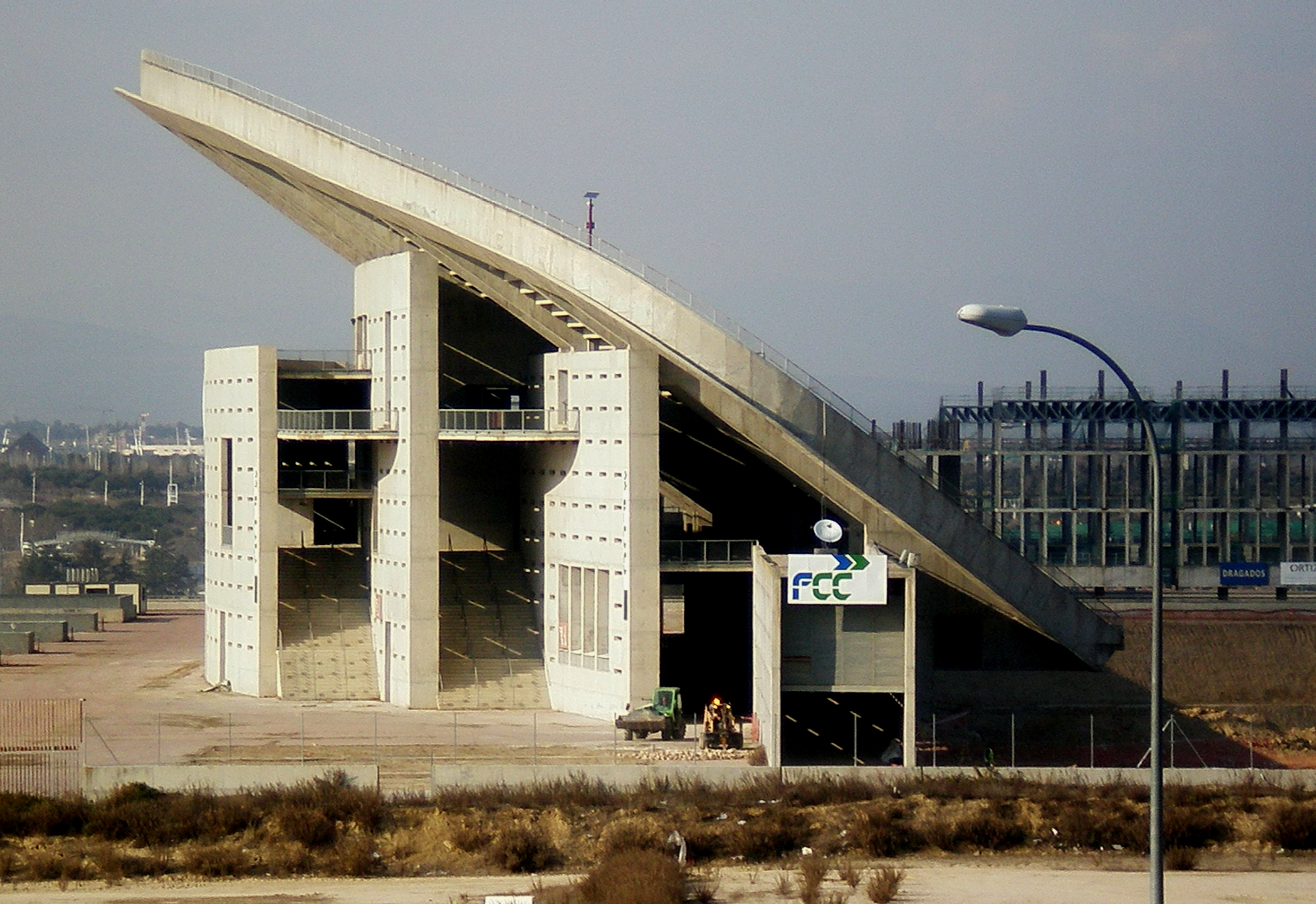
Quang cảnh bên ngoài của La Peineta trước khi tái thiết vào tháng 3 năm 2012
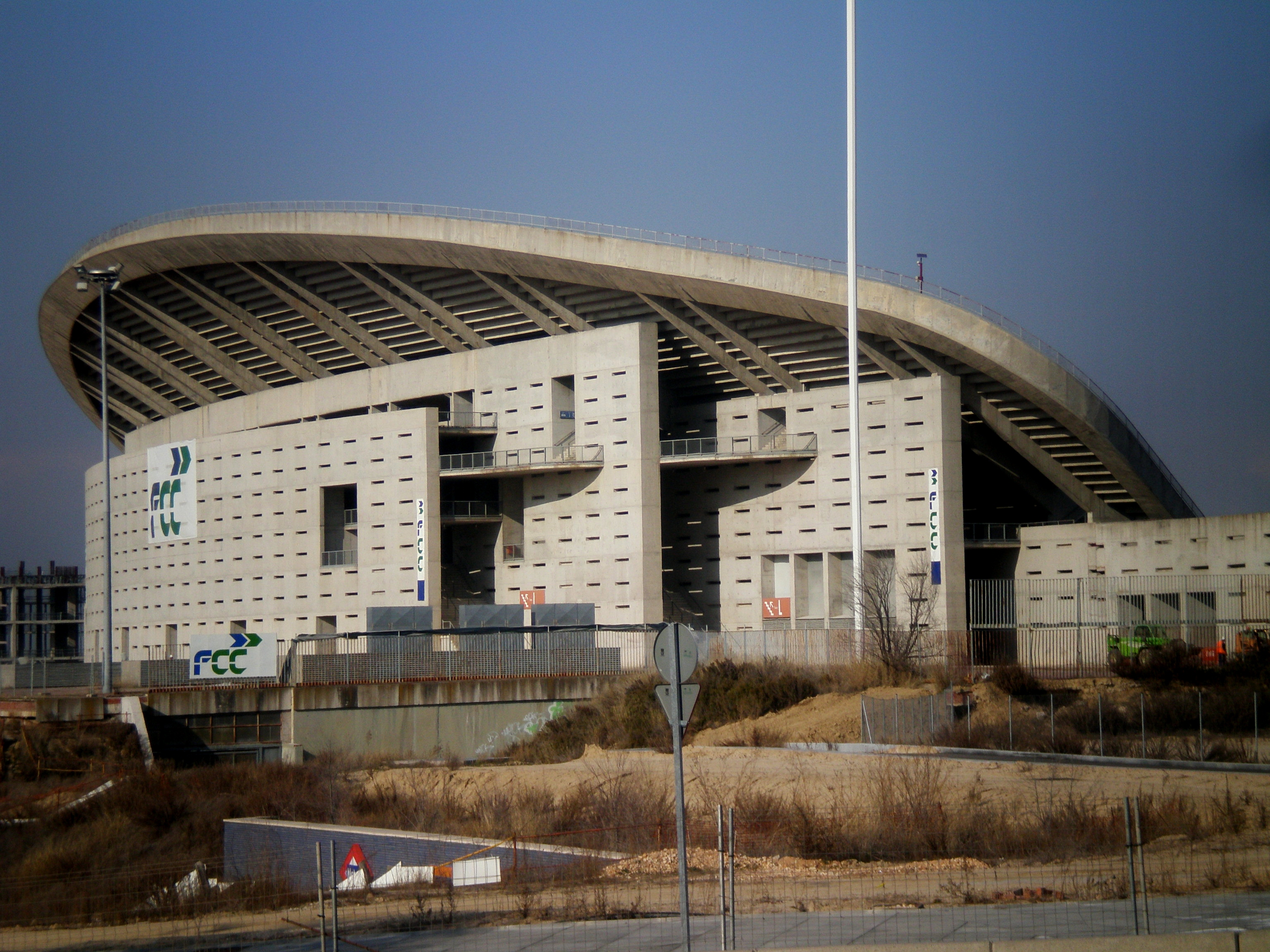
Khán đài hình cái lược, nguồn gốc của biệt danh La Peineta, vào tháng 3 năm 2012
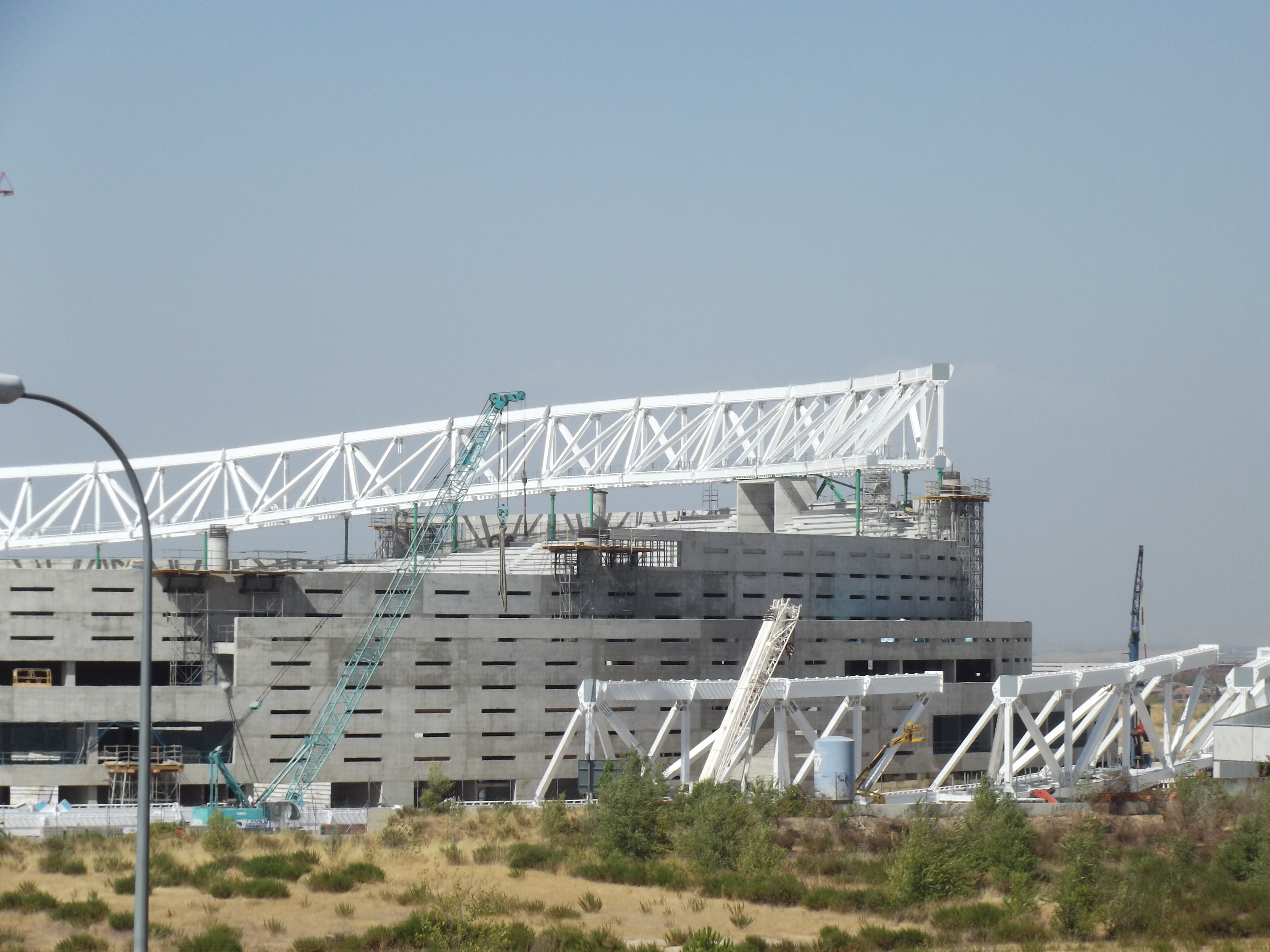
Vòng áp mái, tháng 8 năm 2016
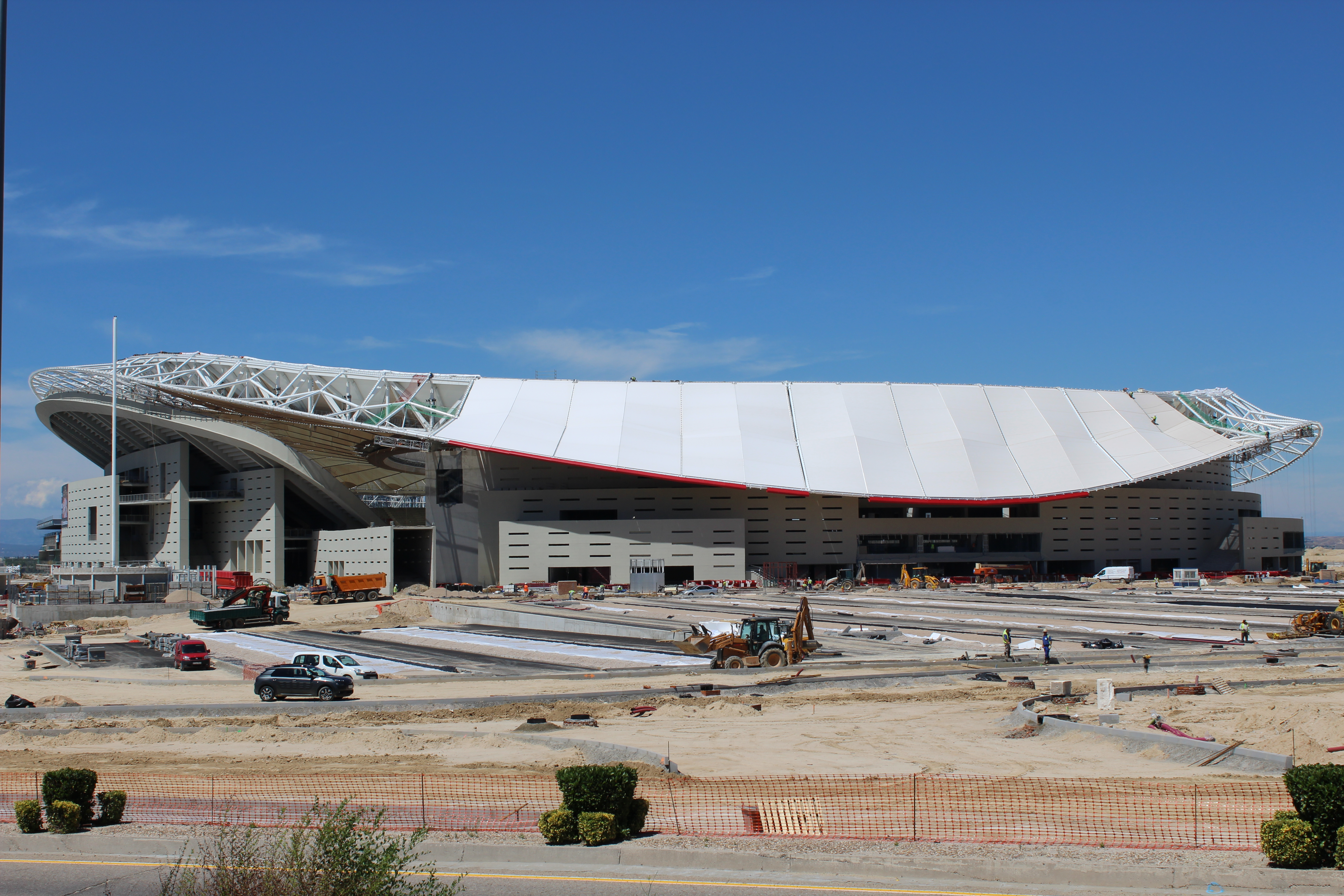
Quang cảnh sân vận động trong quá trình tái thiết vào tháng 6 năm 2017
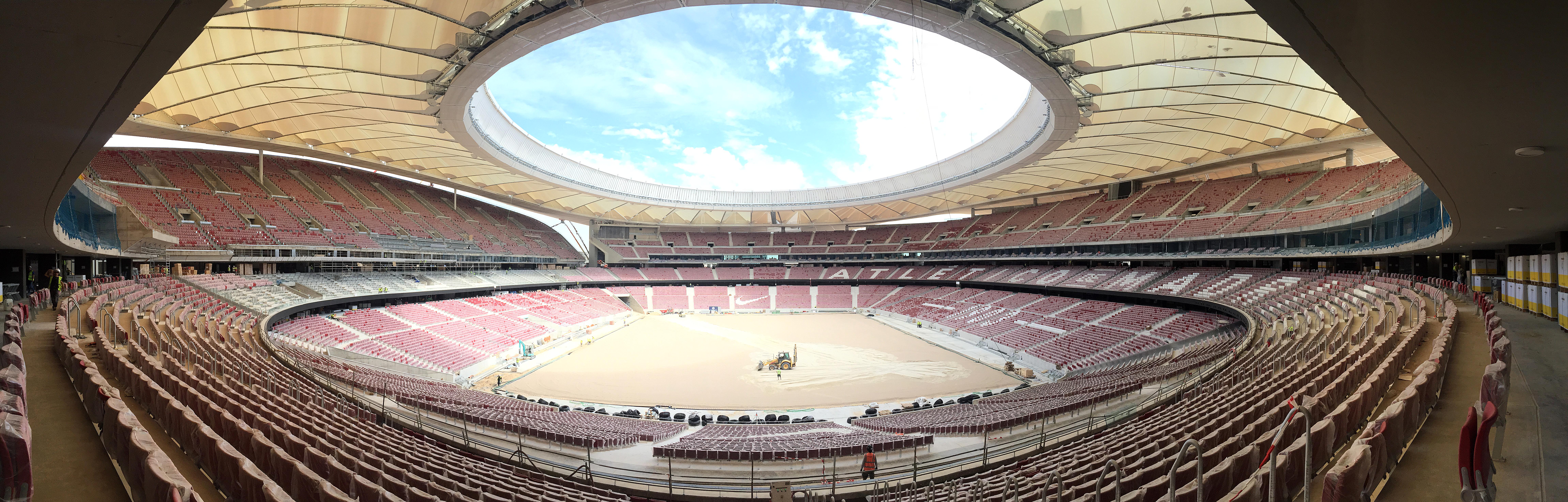
Quang cảnh bên trong sân vận động vào tháng 8 năm 2017